# Morten Thrane Brünnich
Morten (o Martin) Thrane Brünnich (Copenhague, 30 de septiembre de 1737 - 19 de septiembre de 1827) fue un zoólogo y mineralólogo danés.

## Biografía
Hijo de un pintor especializado en retratos, estudió en primer lugar lenguas orientales y teología. Pero, después de leer algunas obras de Carl von Linné, se orientó enseguida hacia la historia natural.
Participó en la elaboración del Danske Atlas (1763-1781) de Erik Pontoppidan (1698-1764), aportando observaciones sobre los insectos. Después de hacerse cargo de las colecciones de historia natural de Christian Fleischer se dedicó al estudio concreto de la ornitología, publicando en 1763 Ornithologia Borealis, la primera fauna aviaria ártica, en la que describe por primera vez numerosas especies. En ella describe, por ejemplo, las especies recogidas por Fleischer en la península de Boothia. El mismo año publicó un libro de entomología y un tratado sobre los éideres.
Brünnich mantuvo correspondencia con numerosos naturalistas extranjeros, entre ellos Carl von Linné, Peter Simon Pallas y Thomas Pennant.
Publicó su famosa Entomologia en 1763. Comenzó entonces un largo periplo por Europa, estudiando especialmente los peces del mar Mediterráneo y las minas de Cornualles y de Hungría. Publicó el resultado de sus observaciones ictiológicas en 1768 bajo el título de Icthyologia Massiliensis.
A su vuelta, Brünnich ocupó un puesto de lector de historia natural y de economía en la universidad de Copenhague. Allí fundó un museo de historia natural y escribió un manual escolar, los Zoologiae fundamenta.
En los últimos años de su vida se dedicó principalmente a la mineralogía.

## Principales publicaciones
- Prodromus insectologiæ Siælandicæ. Kopenhagen 1761
- Die natürliche Historie des Eider-Vogels. Kopenhagen 1763
- Eder-Fuglens Beskrivelse. Kopenhagen 1763
- Tillæg til Eder-Fuglens Beskrivelse. Kopenhagen 1763
- Entomologia. Godiche, Kopenhagen 1764
- Ornithologia borealis. Kall & Godiche, Kopenhagen 1764
- Ichthyologia Massiliensis. Roth & Proft, Kopenhagen, Leipzig 1768
- Appendix to Cronstedt's Mineralogy. London 1772
- Zoologiæ fundamenta praelectionibus academicis accommodata. Pelt, Kopenhagen 1771/72
- Mineralogie. Simmelkiær & Logan, Kopenhagen, St. Petersburg 1777-81
- Dyrenes Historie og Dyre-Samlingen ud Universitetes Natur-Theater. Kopenhagen, 1782
- Literatura Danica scientiarum naturalium. Kopenhagen, Leipzig 1783
- Catalogus bibliothecæ historiæ naturalis. Kopenhagen 1793
- Historiske Efterretninger om Norges Biergverker. Kopenhagen 1819
- Kongsberg Sölvbergwerk i Norge. Kopenhagen 1826

## Abreviatura (zoología)
La abreviatura Brünnich  se emplea para indicar a Morten Thrane Brünnich como autoridad en la descripción y taxonomía en zoología.